# Anomala dalatensis
Anomala dalatensis är en skalbaggsart som beskrevs av Frey 1971. Anomala dalatensis ingår i släktet Anomala och familjen Rutelidae. Inga underarter finns listade i Catalogue of Life.